# 在カナダ日本国大使館
在カナダ日本国大使館（ざいカナダにほんこくたいしかん、英語: Embassy of Japan in Canada、フランス語: Ambassade du Japon au Canada）は、カナダに在する日本大使館で、外務省の特別の機関である。
大使館は首都オタワ・サセックスドライブ（オンタリオ州）に所在している。